# ブルヴェク
ブルヴェクまたはブルヴェーク (ドイツ語: Burweg) は、ドイツ連邦共和国ニーダーザクセン州のシュターデ郡に属す町村（以下、本項では便宜上「町」と記述する）で、ザムトゲマインデ・オルデンドルフ＝ヒンメルプフォルテンを構成する自治体の一つである。

## 地理
ブルヴェクは、ゲースト辺縁部、オステ川沿いの湿地に位置する。

### 自治体の構成
この町は、ブルヴェク、ブルーメンタール、ボッセルの集落からなる。

### 町村合併
旧ブルヴェクおよびブルーメンタールは1972年7月1日に地域再編の一環として合併し、現在のブルヴェクが成立した。

## 行政

### 議会
ブルヴェクの町議会は9議席からなる。

### 紋章
ブルヴェクの町の紋章は1983年2月23日に制定され、同年3月22日に郡の認可を得た。
図柄: 緑地で、金の鍵の下に銀のマウアーアンカー（壁の留め具）。
緑の背景は、ブルヴェク、ブルーメンタールおよび教会が建つホルスト地区を含むこの町がオステ川の湿地に位置することを示している。教会は聖ペテロに献堂されており、聖ペテロのアトリビュートである鍵がそれを示している。1934年にボッセルで中世初期の住居跡が発掘されたが、マウアーアンカーは現在のブルヴェクが古い入植地であったことを示している。

## 文化と見所

### 建築
ホルストの聖ペトロ教会は、湿地の開墾に参加したオランダ人移住者らによって1200年頃に建設された。当時から伝わる古い鐘は1912年にリューネブルク博物館に移された。教会の墓地には印象的な墓石が遺されている。

## 引用
1. ↑  Landesamt für Statistik Niedersachsen, LSN-Online Regionaldatenbank, Tabelle A100001G: Fortschreibung des Bevölkerungsstandes, Stand 31. Dezember 2023